# Federação Togolesa de Futebol
A Federação Togolesa de Futebol (em francês: Fédération Togolaise de Football, FTF) é uma associação de clubes de futebol de Togo e organiza jogos internacionais e nacionais para a Seleção do Togo.
A Federação Nacional do Togo foi fundada em 1960. É afiliada a FIFA desde 1962 e é um membro da CAF desde 1963. Ela também é filiada à WAFU.
O atual presidente da FTF é Gabriel Komla Kuma Mawulawoè.

## Clubes
Principais clubes da FTF.
- Sèmassi de Sokodé
- Agaza de Lome
- Koroki Metete de Tchamba
- Us Masseda(football club)
- ASFOSA Association Sportive de la Forêt Sacrée
- Etoile Filante de Lome
- Entente 2 Lomé city
- Ifodjè d'Atakpamé
- Doumbe de Mango
- Gbikinti de Bassar
- ASKO Association Sportive de la Koza in Kara
- Gbohloésu d'Aneho
- Gomido de Kpalime
- Foadan de Dapaong
- T.A.C. (Tchaoudjo Athletic Club) de Sokode
- AS Togo-Port de Lome
- Sara Sport de Bafilo
- Maranatha de Fiokpo
- Kotoko F.C.
- Uni Sport de Sokode
- Okiti de Badou
- Dyto de Lome